# Deutsche Fechtmeisterschaften 1960
Bei den Deutschen Fechtmeisterschaften 1960 wurden Einzel- und Mannschaftswettbewerbe in den Disziplinen Herrendegen, Herrensäbel und Herrenflorett ausgetragen. Bei den Damen wurde nur Florett gefochten. Die Meisterschaften wurden vom Deutschen Fechter-Bund organisiert.

## Herren

### Florett (Einzel)
| Platz | Sportler       | Verein       |
| ----- | -------------- | ------------ |
| 1     | Jürgen Brecht  | FCK Edigheim |
| 2     | Dieter Schmitt | TV Offenbach |
| 3     | Toni Stock     | FR Nürnberg  |

### Florett (Mannschaft)
| Platz | Verein          | Sportler |
| ----- | --------------- | -------- |
| 1     | OFC Bonn        |          |
| 2     | TuS Rei Koblenz |          |
| 3     | FCR Hamburg     |          |

### Degen (Einzel)
| Platz | Sportler      | Verein          |
| ----- | ------------- | --------------- |
| 1     | Haakon Stein  | TuS Rei Koblenz |
| 2     | Georg Neuber  | Berliner FC     |
| 3     | Dieter Fänger | RFK Düsseldorf  |

### Degen (Mannschaft)
| Platz | Verein          | Sportler |
| ----- | --------------- | -------- |
| 1     | Heidenheimer SB |          |
| 2     | TuS Rei Koblenz |          |
| 3     | TSG Ulm         |          |

### Säbel (Einzel)
| Platz | Sportler           | Verein      |
| ----- | ------------------ | ----------- |
| 1     | Wilfried Wöhler    | FCR Hamburg |
| 2     | Walter Köstner     | FR Nürnberg |
| 3     | Jürgen Theuerkauff | OFC Bonn    |

### Säbel (Mannschaft)
| Platz | Verein          | Sportler |
| ----- | --------------- | -------- |
| 1     | OFC Bonn        |          |
| 2     | DFC Düsseldorf  |          |
| 3     | TuS Rei Koblenz |          |

## Damen

### Florett (Einzel)
| Platz | Sportler       | Verein                |
| ----- | -------------- | --------------------- |
| 1     | Helga Mees     | TB Saarbrücken        |
| 2     | Heidi Schmid   | TSV Schwaben Augsburg |
| 3     | Gundi Vorbrich | OFC Bonn              |

### Florett (Mannschaft)
| Platz | Verein          | Sportler |
| ----- | --------------- | -------- |
| 1     | OFC Bonn        |          |
| 2     | TK Hannover     |          |
| 3     | TuS Rei Koblenz |          |